# Serie A1 w piłce siatkowej mężczyzn (2023/2024)
Serie A1 siatkarzy 2023/2024 – 79. sezon walki o mistrzostwo Włoch organizowany przez Lega Pallavolo Serie A pod egidą Włoskiego Związku Piłki Siatkowej (wł. Federazione Italiana Pallavolo, FIPAV).

## Drużyny uczestniczące
| \| \| Uczestnicy poprzednim sezonie \| \| \| \| --------------------------------------------------------------------------------------------------------------------------------------------------------------------------------- \| ----------------------------- \| -- \| --- \| \| TRE \| Itas Trentino \| 1 \| LM \| \| LUB \| Cucine Lube Civitanova \| 2 \| LM \| \| PIA \| Gas Sales Bluenergy Piacenza \| 3 \| LM \| \| MIL \| Allianz Milano \| 4 \| CEV \| \| MON \| Mint Vero Volley Monza \| 5 \| PCh \| \| PER \| Sir Susa Vim Perugia \| 6 \| \| \| MOD \| Valsa Group Modena \| 7 \| \| \| VER \| Rana Verona \| 8 \| \| \| CIS \| Cisterna Volley \| 9 \| \| \| PAD \| Pallavolo Padwa \| 10 \| \| \| TAR \| Gioiella Prisma Taranto \| 11 \| \| \| \| Awans z Serie A2 \| \| \| \| CAT \| Farmitalia Catania \| 1 \| \| \| Oznaczenia: - kolumna pierwsza – skróty nazw drużyn wpisane na mapie (jeśli ta została zamieszczona), - kolumna trzecia – miejsce zajęte przez daną drużynę w poprzednim sezonie. \| \| \| \| |                               | TRELUBPIAMILMONPERMODVERCISPADTARCAT Lokalizacja klubów |     |
| | Uczestnicy poprzednim sezonie |                                                         |     |
| TRE | Itas Trentino                 | 1                                                       | LM  |
| LUB | Cucine Lube Civitanova        | 2                                                       | LM  |
| PIA | Gas Sales Bluenergy Piacenza  | 3                                                       | LM  |
| MIL | Allianz Milano                | 4                                                       | CEV |
| MON | Mint Vero Volley Monza        | 5                                                       | PCh |
| PER | Sir Susa Vim Perugia          | 6                                                       |     |
| MOD | Valsa Group Modena            | 7                                                       |     |
| VER | Rana Verona                   | 8                                                       |     |
| CIS | Cisterna Volley               | 9                                                       |     |
| PAD | Pallavolo Padwa               | 10                                                      |     |
| TAR | Gioiella Prisma Taranto       | 11                                                      |     |
| | Awans z Serie A2              |                                                         |     |
| CAT | Farmitalia Catania            | 1                                                       |     |
| Oznaczenia: - kolumna pierwsza – skróty nazw drużyn wpisane na mapie (jeśli ta została zamieszczona), - kolumna trzecia – miejsce zajęte przez daną drużynę w poprzednim sezonie. |                               |                                                         |     |

## Hale sportowe
| Klub                         | Hala sportowa          | Liczba miejsc siedzących |
| ---------------------------- | ---------------------- | ------------------------ |
| Allianz Milano               | Allianz Cloud          | 5000                     |
| Cisterna Volley              | Palazzetto dello Sport | 7047                     |
| Cucine Lube Civitanova       | Eurosuole Forum        | 4200                     |
| Farmitalia Catania           | Pala Catania           | 4000                     |
| Gas Sales Bluenergy Piacenza | PalaBanca              | 3700                     |
| Gioiella Prisma Taranto      | PalaMazzola            | 5000                     |
| Itas Trentino                | BLM Group Arena        | 4360                     |
| Mint Vero Volley Monza       | Candy Arena            | 4500                     |
| Pallavolo Padwa              | Kioene Arena           | 3916                     |
| Rana Werona                  | PalaOlimpia            | 5350                     |
| Sir Susa Vim Perugia         | Pala Barton            | 5300                     |
| Valsa Group Modena           | PalaPanini             | 5219                     |

## Trenerzy
| Klub                         | Pierwszy trener     | Narodowość | Drugi trener           | Narodowość |
| ---------------------------- | ------------------- | ---------- | ---------------------- | ---------- |
| Allianz Milano               | Roberto Piazza      | Włochy     | Nicola Daldello        | Włochy     |
| Cisterna Volley              | Guillermo Falasca   | Hiszpania  | Roberto Cocconi        | Włochy     |
| Cucine Lube Civitanova       | Romano Giannini     | Włochy     |                        |            |
| Farmitalia Catania           | Cézar Douglas Silva | Brazylia   | Giuseppe Bua           | Włochy     |
| Gas Sales Bluenergy Piacenza | Andrea Anastasi     | Włochy     | Antoni Valentini       | Włochy     |
| Gioiella Prisma Taranto      | Ljubomir Travica    | Chorwacja  | Antonello Andriani     | Włochy     |
| Itas Trentino                | Fabio Soli          | Włochy     | Adriano Di Pinto       | Włochy     |
| Mint Vero Volley Monza       | Massimo Eccheli     | Włochy     | Giuseppe Ambrosio      | Włochy     |
| Pallavolo Padwa              | Jacopo Cuttini      | Włochy     | Matteo Trolese         | Włochy     |
| Rana Werona                  | Radostin Stojczew   | Bułgaria   | Dario Simoni           | Włochy     |
| Sir Susa Vim Perugia         | Angelo Lorenzetti   | Włochy     | Massimiliano Giaccardi | Włochy     |
| Valsa Group Modena           | Alberto Giuliani    | Włochy     | Nicolò Zanni           | Włochy     |

### Zmiany trenerów
| Klub                         | Były trener          | Narodowość | Data odejścia | Powód                                        | Nowy trener          | Narodowość | Data przyjścia | Źródło |
| ---------------------------- | -------------------- | ---------- | ------------- | -------------------------------------------- | -------------------- | ---------- | -------------- | ------ |
| Przed sezonem                |                      |            |               |                                              |                      |            |                |        |
| Cisterna Volley              | Fabio Soli           | Włochy     | 08.04.2023    | koniec kontraktu                             | Guillermo Falasca    | Hiszpania  | 30.06.2023     | [ 1 ]  |
| Farmitalia Catania           | Waldo Kantor         | Argentyna  | 10.10.2023    | rozwiązanie kontraktu za porozumieniem stron | Cézar Douglas Silva  | Brazylia   | 10.10.2023     | [ 2 ]  |
| Gas Sales Bluenergy Piacenza | Massimo Botti        | Włochy     | 06.05.2023    | koniec kontraktu                             | Andrea Anastasi      | Włochy     | 12.06.2023     | [ 3 ]  |
| Gioiella Prisma Taranto      | Vincenzo Di Pinto    | Włochy     | 12.04.2023    | koniec kontraktu                             | Vincenzo Mastrangelo | Włochy     | 23.03.2023     | [ 4 ]  |
| Itas Trentino                | Angelo Lorenzetti    | Włochy     | 19.05.2023    | koniec kontraktu                             | Fabio Soli           | Włochy     | 15.06.2023     | [ 5 ]  |
| Sir Susa Vim Perugia         | Andrea Anastasi      | Włochy     | 27.04.2023    | koniec kontraktu                             | Angelo Lorenzetti    | Włochy     | 21.05.2023     | [ 6 ]  |
| Valsa Group Modena           | Andrea Giani         | Włochy     | 21.04.2023    | koniec kontraktu                             | Francesco Petrella   | Włochy     | 29.04.2023     | [ 7 ]  |
| W trakcie sezonu             |                      |            |               |                                              |                      |            |                |        |
| Gioiella Prisma Taranto      | Vincenzo Mastrangelo | Włochy     | 16.11.2023    | brak oczekiwanych wyników sportowych         | Ljubomir Travica     | Chorwacja  | 18.11.2023     | [ 8 ]  |
| Valsa Group Modena           | Francesco Petrella   | Włochy     | 28.01.2024    | brak oczekiwanych wyników sportowych         | Alberto Giuliani     | Włochy     | 29.01.2024     | [ 9 ]  |
| Cucine Lube Civitanova       | Gianlorenzo Blengini | Włochy     | 09.04.2024    | rezygnacja                                   | Romano Giannini      | Włochy     | 09.04.2024     | [ 10 ] |

## Faza zasadnicza

### Tabela wyników
| Gospodarz \ Gość1            | TRE | LUB | PIA | MIL | MON | PER | MOD | VER | CIS | PAD | TAR | CAT |
| ---------------------------- | --- | --- | --- | --- | --- | --- | --- | --- | --- | --- | --- | --- |
| Itas Trentino                | -   | 3:1 | 3:1 | 3:0 | 3:1 | 3:1 | 3:0 | 3:1 | 3:0 | 1:3 | 3:2 | 3:0 |
| Cucine Lube Civitanova       | 0:3 | -   | 0:3 | 3:2 | 0:3 | 3:2 | 3:0 | 2:3 | 3:2 | 3:0 | 3:2 | 3:0 |
| Gas Sales Bluenergy Piacenza | 1:3 | 2:3 | -   | 3:2 | 2:3 | 3:1 | 3:1 | 3:0 | 3:1 | 3:0 | 2:3 | 3:0 |
| Allianz Milano               | 1:3 | 3:0 | 0:3 | -   | 1:3 | 3:2 | 3:0 | 3:0 | 3:0 | 3:0 | 3:2 | 3:0 |
| Mint Vero Volley Monza       | 0:3 | 1:3 | 3:2 | 0:3 | -   | 0:3 | 2:3 | 2:3 | 3:0 | 3:0 | 3:0 | 3:0 |
| Sir Susa Vim Perugia         | 3:1 | 3:0 | 3:2 | 2:3 | 3:0 | -   | 3:1 | 2:3 | 3:1 | 3:0 | 3:0 | 3:0 |
| Valsa Group Modena           | 3:1 | 0:3 | 0:3 | 3:2 | 0:3 | 0:3 | -   | 0:3 | 3:0 | 3:1 | 3:2 | 3:1 |
| Rana Verona                  | 0:3 | 0:3 | 3:1 | 3:2 | 1:3 | 0:3 | 2:3 | -   | 3:0 | 3:0 | 3:1 | 3:1 |
| Cisterna Volley              | 2:3 | 1:3 | 3:1 | 3:0 | 3:1 | 1:3 | 1:3 | 0:3 | -   | 3:1 | 3:2 | 3:1 |
| Pallavolo Padwa              | 0:3 | 0:3 | 1:3 | 3:2 | 1:3 | 0:3 | 3:1 | 3:1 | 3:2 | -   | 2:3 | 3:1 |
| Gioiella Prisma Taranto      | 0:3 | 1:3 | 1:3 | 1:3 | 1:3 | 1:3 | 2:3 | 1:3 | 1:3 | 2:3 | -   | 3:1 |
| Farmitalia Catania           | 0:3 | 2:3 | 1:3 | 1:3 | 1:3 | 0:3 | 2:3 | 1:3 | 3:1 | 2:3 | 3:1 | -   |

Źródło:  (wł.)
1 Drużyna gospodarzy jest wymieniona po lewej stronie tabeli.
Kolory:
  zwycięstwo gospodarzy 3:0 lub 3:1
  zwycięstwo gospodarzy 3:2
  zwycięstwo gości 3:0 lub 3:1
  zwycięstwo gości 3:2

### Terminarz i wyniki[11]
| Data        | Godz. | Gospodarz                    | Rezultat                                       | Gość                         | Widzów | MVP                            |
| ----------- | ----- | ---------------------------- | ---------------------------------------------- | ---------------------------- | ------ | ------------------------------ |
| 1. KOLEJKA  |       |                              |                                                |                              |        |                                |
| 22.10.2023  | 15:45 | Valsa Group Modena           | 3:2 (25:19, 12:25, 21:25, 26:24, 15:12) raport | Allianz Milano               |        | Uładzisłau Dawyskiba           |
| 22.10.2023  | 16:00 | Gioiella Prisma Taranto      | 1:3 (22:25, 22:25, 28:26, 16:25) raport        | Rana Werona                  |        | Amin Esma’ilneżad              |
| 22.10.2023  | 18:00 | Gas Sales Bluenergy Piacenza | 3:0 (25:21, 25:19, 25:16) raport               | Pallavolo Padwa              |        | Antoine Brizard                |
| 22.10.2023  | 18:00 | Cucine Lube Civitanova       | 0:3 (23:25, 21:25, 22:25) raport               | Mint Vero Volley Monza       | 1947   | Fernando Kreling               |
| 22.10.2023  | 18:00 | Cisterna Volley              | 2:3 (18:25, 25:15, 28:26, 17:25, 8:15) raport  | Itas Trentino                |        | Daniele Lavia                  |
| 22.10.2023  | 20:00 | Sir Susa Vim Perugia         | 3:0 (25:15, 25:18, 25:22) raport               | Farmitalia Catania           | 2891   | Flávio Gualberto               |
| 2. KOLEJKA  |       |                              |                                                |                              |        |                                |
| 28.10.2023  | 18:00 | Rana Werona                  | 2:3 (25:23, 25:17, 20:25, 23:25, 11:15) raport | Valsa Group Modena           | 3629   | Tommaso Rinaldi                |
| 28.10.2023  | 20:30 | Itas Trentino                | 3:2 (25:16, 23:25, 18:25, 26:24, 15:8) raport  | Gioiella Prisma Taranto      | 2238   | Kamil Rychlicki                |
| 29.10.2023  | 15:00 | Pallavolo Padwa              | 0:3 (22:25, 20:25, 21:25) raport               | Cucine Lube Civitanova       |        | Aleksandyr Nikołow             |
| 29.10.2023  | 16:30 | Allianz Milano               | 0:3 (23:25, 21:25, 23:25) raport               | Gas Sales Bluenergy Piacenza | 3947   | Ricardo Lucarelli              |
| 29.10.2023  | 19:30 | Mint Vero Volley Monza       | 0:3 (23:25, 30:32, 22:25) raport               | Sir Susa Vim Perugia         | 3360   | Kamil Semeniuk                 |
| 29.10.2023  | 21:00 | Farmitalia Catania           | 3:1 (22:25, 26:24, 26:24, 25:14) raport        | Cisterna Volley              |        | Mohammad Dżawad Manawineżad    |
| 3. KOLEJKA  |       |                              |                                                |                              |        |                                |
| 04.11.2023  | 18:00 | Cisterna Volley              | 3:0 (25:14, 25:15, 25:23) raport               | Allianz Milano               | 1290   | Théo Faure                     |
| 05.11.2023  | 16:00 | Gas Sales Bluenergy Piacenza | 3:0 (25:17, 33:31, 25:17) raport               | Farmitalia Catania           | 1973   | Ricardo Lucarelli              |
| 05.11.2023  | 17:00 | Gioiella Prisma Taranto      | 2:3 (22:25, 25:15, 25:20, 18:25, 16:18) raport | Pallavolo Padwa              | 1053   | Davide Gardini                 |
| 05.11.2023  | 18:00 | Valsa Group Modena           | 0:3 (19:25, 19:25, 19:25) raport               | Mint Vero Volley Monza       | 4050   | Arthur Szwarc                  |
| 05.11.2023  | 18:30 | Cucine Lube Civitanova       | 3:2 (20:25, 35:33, 25:21, 16:25, 22:20) raport | Sir Susa Vim Perugia         | 3267   | Adis Lagumdzija                |
| 05.11.2023  | 19:30 | Rana Werona                  | 0:3 (18:25, 17:25, 15:25) raport               | Itas Trentino                | 5150   | Riccardo Sbertoli              |
| 4. KOLEJKA  |       |                              |                                                |                              |        |                                |
| 11.11.2023  | 20:30 | Itas Trentino                | 3:1 (26:24, 25:19, 16:25, 25:18) raport        | Gas Sales Bluenergy Piacenza | 2670   | Riccardo Sbertoli              |
| 12.11.2023  | 16:00 | Pallavolo Padwa              | 3:2 (25:23, 25:21, 23:25, 23:25, 15:12) raport | Cisterna Volley              | 2785   | Gabriel Garcia Fernández       |
| 12.11.2023  | 17:00 | Mint Vero Volley Monza       | 3:0 (25:14, 25:10, 25:17) raport               | Gioiella Prisma Taranto      | 1415   | Fernando Kreling               |
| 12.11.2023  | 18:00 | Allianz Milano               | 3:0 (25:21, 27:25, 25:21) raport               | Cucine Lube Civitanova       | 3838   | Ferre Reggers                  |
| 12.11.2023  | 18:00 | Sir Susa Vim Perugia         | 3:1 (14:25, 25:18, 25:20, 25:18) raport        | Valsa Group Modena           | 4442   | Ołeh Płotnycki                 |
| 12.11.2023  | 20:00 | Farmitalia Catania           | 1:3 (23:25, 22:25, 27:25, 16:25) raport        | Rana Werona                  | 1081   | Rok Možič                      |
| 5. KOLEJKA  |       |                              |                                                |                              |        |                                |
| 08.11.2023  | 20:30 | Rana Werona                  | 1:3 (20:25, 25:23, 22:25, 20:25) raport        | Mint Vero Volley Monza       | 2086   | Ran Takahashi                  |
| 15.11.2023  | 18:00 | Gioiella Prisma Taranto      | 1:3 (20:25, 20:25, 25:20, 14:25) raport        | Sir Susa Vim Perugia         | 940    | Ołeh Płotnycki                 |
| 15.11.2023  | 20:30 | Cucine Lube Civitanova       | 3:0 (25:22, 25:19, 25:16) raport               | Farmitalia Catania           | 1871   | Adis Lagumdzija                |
| 15.11.2023  | 20:30 | Valsa Group Modena           | 3:1 (23:25, 25:18, 27:25, 25:11) raport        | Pallavolo Padwa              | 2887   | Osmany Juantorena              |
| 15.11.2023  | 20:30 | Allianz Milano               | 1:3 (22:25, 25:21, 19:25, 16:25) raport        | Itas Trentino                | 2882   | Alessandro Michieletto         |
| 15.11.2023  | 20:30 | Gas Sales Bluenergy Piacenza | 3:1 (25:13, 27:25, 23:25, 25:20) raport        | Cisterna Volley              | 1717   | Leonardo Scanferla             |
| 6. KOLEJKA  |       |                              |                                                |                              |        |                                |
| 18.11.2023  | 18:00 | Pallavolo Padwa              | 3:1 (25:17, 13:25, 25:20, 25:23) raport        | Rana Werona                  | 2303   | Mathijs Desmet                 |
| 19.11.2023  | 16:00 | Valsa Group Modena           | 0:3 (20:25, 19:25, 20:25) raport               | Cucine Lube Civitanova       | 4683   | Fabio Balaso                   |
| 19.11.2023  | 17:30 | Sir Susa Vim Perugia         | 3:2 (21:25, 20:25, 25:18, 26:24, 20:18) raport | Gas Sales Bluenergy Piacenza | 3850   | Sebastián Solé                 |
| 19.11.2023  | 18:00 | Itas Trentino                | 3:1 (19:25, 25:22, 25:23, 25:23) raport        | Mint Vero Volley Monza       | 2456   | Kamil Rychlicki                |
| 19.11.2023  | 18:00 | Farmitalia Catania           | 1:3 (25:20, 22:25, 22:25, 21:25) raport        | Allianz Milano               | 1062   | Yūki Ishikawa                  |
| 19.11.2023  | 18:00 | Cisterna Volley              | 3:2 (25:27, 20:25, 25:18, 25:13, 17:15) raport | Gioiella Prisma Taranto      | 1057   | Pavle Perić                    |
| 7. KOLEJKA  |       |                              |                                                |                              |        |                                |
| 25.11.2023  | 18:00 | Cisterna Volley              | 1:3 (11:25, 25:22, 20:25, 16:25) raport        | Valsa Group Modena           | 1207   | Uładzisłau Dawyskiba           |
| 26.11.2023  | 18:00 | Itas Trentino                | 3:0 (25:15, 25:17, 25:18) raport               | Farmitalia Catania           | 2373   | Kamil Rychlicki                |
| 26.11.2023  | 18:00 | Rana Werona                  | 0:3 (18:25, 20:25, 22:25) raport               | Sir Susa Vim Perugia         | 4668   | Ołeh Płotnycki                 |
| 26.11.2023  | 18:00 | Cucine Lube Civitanova       | 3:2 (25:22, 22:25, 21:25, 25:22, 18:16) raport | Gioiella Prisma Taranto      | 2690   | Adis Lagumdzija                |
| 26.11.2023  | 20:00 | Allianz Milano               | 3:0 (25:17, 26:24, 25:19) raport               | Pallavolo Padwa              | 1721   | Agustín Loser                  |
| 26.11.2023  | 20:30 | Mint Vero Volley Monza       | 3:2 (22:25, 25:21, 19:25, 25:20, 15:12) raport | Gas Sales Bluenergy Piacenza | 2122   | Eric Loeppky                   |
| 8. KOLEJKA  |       |                              |                                                |                              |        |                                |
| 02.12.2023  | 18:00 | Gioiella Prisma Taranto      | 2:3 (22:25, 25:20, 25:18, 17:25, 13:15) raport | Valsa Group Modena           | 1081   | Maksim Sapożkow                |
| 02.12.2023  | 20:30 | Sir Susa Vim Perugia         | 3:1 (25:16, 25:19, 20:25, 25:23) raport        | Cisterna Volley              | 3574   | Simone Giannelli               |
| 03.12.2023  | 18:00 | Cucine Lube Civitanova       | 0:3 (17:25, 22:25, 16:25) raport               | Itas Trentino                | 2837   | Alessandro Michieletto         |
| 03.12.2023  | 18:00 | Pallavolo Padwa              | 3:1 (25:18, 18:25, 25:19, 25:18) raport        | Farmitalia Catania           | 2481   | Julio César Cardenas           |
| 03.12.2023  | 20:30 | Gas Sales Bluenergy Piacenza | 3:0 (27:25, 25:23, 25:20) raport               | Rana Werona                  | 2021   | Edoardo Caneschi               |
| 04.12.2023  | 20:00 | Mint Vero Volley Monza       | 0:3 (16:25, 18:25, 18:25) raport               | Allianz Milano               | 1644   | Agustín Loser                  |
| 9. KOLEJKA  |       |                              |                                                |                              |        |                                |
| 22.11.2023  | 20:30 | Sir Susa Vim Perugia         | 3:0 (25:16, 25:22, 25:21) raport               | Pallavolo Padwa              | 2929   | Kamil Semeniuk                 |
| 08.12.2023  | 18:00 | Cisterna Volley              | 1:3 (14:25, 21:25, 25:22, 19:25) raport        | Cucine Lube Civitanova       | 1769   | Luciano De Cecco               |
| 08.12.2023  | 20:30 | Gioiella Prisma Taranto      | 1:3 (25:19, 20:25, 18:25, 16:25) raport        | Gas Sales Bluenergy Piacenza | 903    | Roberlandy Simón Aties         |
| 10.12.2023  | 16:30 | Farmitalia Catania           | 1:3 (16:25, 25:22, 12:25, 18:25) raport        | Mint Vero Volley Monza       | 856    | Ran Takahashi                  |
| 10.12.2023  | 18:00 | Valsa Group Modena           | 3:1 (21:25, 27:25, 25:22, 25:16) raport        | Itas Trentino                |        | Bruno Rezende                  |
| 10.12.2023  | 20:30 | Rana Werona                  | 3:2 (23:25, 25:21, 23:25, 25:21, 15:11) raport | Allianz Milano               | 2836   | Noumory Keita                  |
| 10. KOLEJKA |       |                              |                                                |                              |        |                                |
| 16.12.2023  | 18:00 | Farmitalia Catania           | 2:3 (25:22, 18:25, 25:19, 20:25, 13:15) raport | Valsa Group Modena           | 1026   | Osmany Juantorena              |
| 17.12.2023  | 15:45 | Itas Trentino                | 3:1 (25:21, 25:23, 23:25, 25:23) raport        | Sir Susa Vim Perugia         | 4145   | Alessandro Michieletto         |
| 17.12.2023  | 16:00 | Gas Sales Bluenergy Piacenza | 2:3 (27:29, 20:25, 25:21, 25:22, 10:15) raport | Cucine Lube Civitanova       | 2915   | Aleksandyr Nikołow             |
| 17.12.2023  | 16:30 | Allianz Milano               | 3:2 (19:25, 26:24, 22:25, 25:16, 15:3) raport  | Gioiella Prisma Taranto      |        | Ferre Reggers                  |
| 17.12.2023  | 18:00 | Mint Vero Volley Monza       | 3:0 (25:21, 25:21, 25:21) raport               | Pallavolo Padwa              | 1122   | Fernando Kreling               |
| 17.12.2023  | 18:00 | Rana Werona                  | 3:0 (25:23, 25:17, 27:25) raport               | Cisterna Volley              | 3429   | Francesco Sani                 |
| 11. KOLEJKA |       |                              |                                                |                              |        |                                |
| 26.12.2023  | 15:30 | Cucine Lube Civitanova       | 2:3 (25:22, 25:18, 16:25, 23:25, 12:15) raport | Rana Werona                  | 2624   | Donovan Džavoronok             |
| 26.12.2023  | 18:00 | Valsa Group Modena           | 0:3 (20:25, 19:25, 21:25) raport               | Gas Sales Bluenergy Piacenza |        | Ricardo Lucarelli              |
| 26.12.2023  | 18:00 | Pallavolo Padwa              | 0:3 (20:25, 32:34, 22:25) raport               | Itas Trentino                | 4126   | Kamil Rychlicki                |
| 26.12.2023  | 18:00 | Cisterna Volley              | 3:1 (25:18, 25:20, 21:25, 25:22) raport        | Mint Vero Volley Monza       | 1557   | Théo Faure                     |
| 26.12.2023  | 18:00 | Gioiella Prisma Taranto      | 3:1 (25:19, 25:23, 17:25, 25:23) raport        | Farmitalia Catania           | 1322   | José Miguel Gutiérrez          |
| 26.12.2023  | 18:00 | Sir Susa Vim Perugia         | 2:3 (25:14, 25:20, 12:25, 22:25, 12:15) raport | Allianz Milano               | 4509   | Matej Kazijski Runda rewanżowa |
| 12. KOLEJKA |       |                              |                                                |                              |        |                                |
| 29.12.2023  | 19:00 | Rana Werona                  | 3:1 (26:24, 25:12, 20:25, 25:15) raport        | Gioiella Prisma Taranto      | 3193   | Donovan Džavoronok             |
| 30.12.2023  | 18:00 | Itas Trentino                | 3:0 (25:19, 25:20, 25:20) raport               | Cisterna Volley              | 2941   | Kamil Rychlicki                |
| 30.12.2023  | 18:00 | Allianz Milano               | 3:0 (27:25, 25:17, 25:18) raport               | Valsa Group Modena           | 6562   | Paolo Porro                    |
| 30.12.2023  | 18:00 | Farmitalia Catania           | 0:3 (20:25, 24:26, 19:25) raport               | Sir Susa Vim Perugia         | 3457   | Ołeh Płotnycki                 |
| 30.12.2023  | 18:00 | Pallavolo Padwa              | 1:3 (26:24, 21:25, 19:25, 18:25) raport        | Gas Sales Bluenergy Piacenza | 3132   | Francesco Recine               |
| 30.12.2023  | 18:00 | Mint Vero Volley Monza       | 1:3 (27:25, 21:25, 22:25, 23:25) raport        | Cucine Lube Civitanova       | 4101   | Aleksandyr Nikołow             |
| 13. KOLEJKA |       |                              |                                                |                              |        |                                |
| 06.01.2024  | 18:00 | Cucine Lube Civitanova       | 3:0 (25:19, 25:17, 25:23) raport               | Pallavolo Padwa              | 1947   | Aleksandyr Nikołow             |
| 06.01.2024  | 18:00 | Gas Sales Bluenergy Piacenza | 3:2 (25:23, 21:25, 19:25, 25:19, 15:13) raport | Allianz Milano               | 2774   | Roberlandy Simón Aties         |
| 07.01.2024  | 17:00 | Gioiella Prisma Taranto      | 0:3 (23:25, 20:25, 20:25) raport               | Itas Trentino                | 2294   | Alessandro Michieletto         |
| 07.01.2024  | 18:00 | Valsa Group Modena           | 0:3 (21:25, 18:25, 13:25) raport               | Rana Werona                  | 3843   | Amin Esma’ilneżad              |
| 07.01.2024  | 18:15 | Sir Susa Vim Perugia         | 3:0 (25:21, 25:21, 25:21) raport               | Mint Vero Volley Monza       | 3288   | Simone Giannelli               |
| 07.01.2024  | 20:00 | Cisterna Volley              | 3:1 (25:21, 25:18, 22:25, 25:22) raport        | Farmitalia Catania           | 1053   | Théo Faure                     |
| 14. KOLEJKA |       |                              |                                                |                              |        |                                |
| 14.01.2024  | 16:00 | Farmitalia Catania           | 1:3 (21:25, 25:23, 17:25, 23:25) raport        | Gas Sales Bluenergy Piacenza | 1185   | Francesco Recine               |
| 14.01.2024  | 17:00 | Allianz Milano               | 3:0 (25:22, 25:17, 25:23) raport               | Cisterna Volley              | 2655   | Agustín Loser                  |
| 14.01.2024  | 17:00 | Pallavolo Padwa              | 2:3 (25:23, 22:25, 20:25, 25:23, 12:15) raport | Gioiella Prisma Taranto      | 2555   | Filippo Lanza                  |
| 14.01.2024  | 17:45 | Mint Vero Volley Monza       | 2:3 (18:25, 20:25, 25:18, 25:23, 13:15) raport | Valsa Group Modena           | 3241   | Bruno Rezende                  |
| 14.01.2024  | 18:00 | Sir Susa Vim Perugia         | 3:0 (25:14, 25:20, 25:17) raport               | Cucine Lube Civitanova       | 4667   | Simone Giannelli               |
| 14.01.2024  | 18:00 | Itas Trentino                | 3:1 (25:27, 25:16, 25:16, 25:22) raport        | Rana Werona                  | 2779   | Marko Podraščanin              |
| 15. KOLEJKA |       |                              |                                                |                              |        |                                |
| 20.01.2024  | 18:00 | Valsa Group Modena           | 0:3 (18:25, 17:25, 18:25) raport               | Sir Susa Vim Perugia         | 4291   | Ołeh Płotnycki                 |
| 21.01.2024  | 16:00 | Gas Sales Bluenergy Piacenza | 1:3 (18:25, 25:19, 16:25, 15:25) raport        | Itas Trentino                | 3600   | Alessandro Michieletto         |
| 21.01.2024  | 16:30 | Gioiella Prisma Taranto      | 1:3 (20:25, 25:21, 22:25, 22:25) raport        | Mint Vero Volley Monza       | 1295   | Arthur Szwarc                  |
| 21.01.2024  | 18:00 | Rana Werona                  | 3:1 (25:22, 25:15, 19:25, 25:21) raport        | Farmitalia Catania           | 3549   | Luca Spirito                   |
| 21.01.2024  | 18:00 | Cucine Lube Civitanova       | 3:2 (25:19, 27:25, 22:25, 15:25, 15:12) raport | Allianz Milano               | 2828   | Barthélémy Chinenyeze          |
| 21.01.2024  | 19:00 | Cisterna Volley              | 3:1 (21:25, 25:18, 25:20, 25:14) raport        | Pallavolo Padwa              | 1192   | Efe Bayram                     |
| 16. KOLEJKA |       |                              |                                                |                              |        |                                |
| 24.01.2024  | 20:30 | Sir Susa Vim Perugia         | 3:0 (25:18, 25:23, 25:20) raport               | Gioiella Prisma Taranto      | 3054   | Kamil Semeniuk                 |
| 24.01.2024  | 20:30 | Itas Trentino                | 3:0 (25:21, 25:19, 25:21) raport               | Allianz Milano               | 2585   | Kamil Rychlicki                |
| 24.01.2024  | 20:30 | Cisterna Volley              | 3:1 (23:25, 25:23, 25:22, 25:19) raport        | Gas Sales Bluenergy Piacenza | 1172   | Efe Bayram                     |
| 24.01.2024  | 20:30 | Farmitalia Catania           | 2:3 (25:13, 14:25, 28:26, 15:25, 10:15) raport | Cucine Lube Civitanova       | 1330   | Barthélémy Chinenyeze          |
| 24.01.2024  | 20:30 | Mint Vero Volley Monza       | 2:3 (25:23, 26:24, 23:25, 22:25, 11:15) raport | Rana Werona                  | 1614   | Rok Možič                      |
| 25.01.2024  | 20:30 | Pallavolo Padwa              | 3:1 (25:22, 25:23, 22:25, 25:23) raport        | Valsa Group Modena           | 2065   | Davide Gardini                 |
| 17. KOLEJKA |       |                              |                                                |                              |        |                                |
| 03.02.2024  | 18:00 | Rana Werona                  | 3:0 (25:19, 25:23, 25:20) raport               | Pallavolo Padwa              | 3289   | Noumory Keita                  |
| 03.02.2024  | 18:30 | Allianz Milano               | 3:0 (26:24, 25:19, 25:17) raport               | Farmitalia Catania           | 2192   | Damiano Catania                |
| 03.02.2024  | 20:00 | Mint Vero Volley Monza       | 0:3 (12:25, 17:25, 17:25) raport               | Itas Trentino                | 3940   | Alessandro Michieletto         |
| 04.02.2024  | 18:00 | Cucine Lube Civitanova       | 3:0 (25:21, 27:25, 25:23) raport               | Valsa Group Modena           | 3467   | Aleksandyr Nikołow             |
| 04.02.2024  | 18:00 | Gas Sales Bluenergy Piacenza | 3:1 (18:25, 25:22, 25:17, 25:18) raport        | Sir Susa Vim Perugia         | 3468   | Joandry Leal                   |
| 04.02.2024  | 20:00 | Gioiella Prisma Taranto      | 1:3 (26:24, 17:25, 23:25, 20:25) raport        | Cisterna Volley              | 1007   | Michele Baranowicz             |
| 18. KOLEJKA |       |                              |                                                |                              |        |                                |
| 10.02.2024  | 17:30 | Gas Sales Bluenergy Piacenza | 2:3 (21:25, 25:19, 23:25, 25:20, 11:15) raport | Mint Vero Volley Monza       | 2261   | Eric Loeppky                   |
| 10.02.2024  | 18:30 | Farmitalia Catania           | 0:3 (15:25, 20:25, 17:25) raport               | Itas Trentino                | 1753   | Alessandro Michieletto         |
| 11.02.2024  | 16:00 | Sir Susa Vim Perugia         | 2:3 (20:25, 25:21, 14:25, 25:17, 13:15) raport | Rana Werona                  | 3576   | Rok Možič                      |
| 11.02.2024  | 18:00 | Gioiella Prisma Taranto      | 1:3 (25:23, 22:25, 22:25, 28:30) raport        | Cucine Lube Civitanova       | 1371   | Aleksandyr Nikołow             |
| 11.02.2024  | 18:00 | Pallavolo Padwa              | 3:2 (25:23, 22:25, 25:22, 21:25, 18:16) raport | Allianz Milano               | 3136   | Luca Porro                     |
| 11.02.2024  | 19:00 | Valsa Group Modena           | 3:0 (25:18, 25:18, 25:21) raport               | Cisterna Volley              | 3436   | Uładzisłau Dawyskiba           |
| 19. KOLEJKA |       |                              |                                                |                              |        |                                |
| 14.02.2024  | 20:00 | Allianz Milano               | 1:3 (21:25, 23:25, 25:20, 16:25) raport        | Mint Vero Volley Monza       | 2920   | Fernando Kreling               |
| 14.02.2024  | 20:30 | Cisterna Volley              | 1:3 (19:25, 25:22, 22:25, 18:25) raport        | Sir Susa Vim Perugia         | 2001   | Wilfredo León                  |
| 14.02.2024  | 20:30 | Rana Werona                  | 3:1 (25:22, 25:15, 20:25, 25:21) raport        | Gas Sales Bluenergy Piacenza | 3115   | Francesco D’Amico              |
| 14.02.2024  | 20:30 | Itas Trentino                | 3:1 (25:22, 19:25, 25:19, 25:21) raport        | Cucine Lube Civitanova       | 3324   | Alessandro Michieletto         |
| 14.02.2024  | 20:30 | Valsa Group Modena           | 3:2 (22:25, 25:19, 25:21, 25:27, 15:9) raport  | Gioiella Prisma Taranto      | 2932   | Uładzisłau Dawyskiba           |
| 14.02.2024  | 20:30 | Farmitalia Catania           | 2:3 (23:25, 25:21, 20:25, 25:19, 11:15) raport | Pallavolo Padwa              |        | Luca Porro                     |
| 20. KOLEJKA |       |                              |                                                |                              |        |                                |
| 17.02.2024  | 17:30 | Mint Vero Volley Monza       | 3:0 (25:17, 25:19, 25:17) raport               | Farmitalia Catania           | 1441   | Stephen Maar                   |
| 17.02.2024  | 18:00 | Gas Sales Bluenergy Piacenza | 2:3 (23:25, 25:21, 21:25, 29:27, 13:15) raport | Gioiella Prisma Taranto      | 1890   | José Miguel Gutierrez          |
| 18.02.2024  | 16:00 | Pallavolo Padwa              | 0:3 (17:25, 21:25, 23:25) raport               | Sir Susa Vim Perugia         | 2806   | Kamil Semeniuk                 |
| 18.02.2024  | 18:00 | Itas Trentino                | 3:0 (25:22, 25:17, 25:22) raport               | Valsa Group Modena           | 2939   | Daniele Lavia                  |
| 18.02.2024  | 18:00 | Cucine Lube Civitanova       | 3:2 (23:25, 20:25, 25:17, 25:18, 15:11) raport | Cisterna Volley              | 2651   | Marlon Yant Herrera            |
| 18.02.2024  | 19:00 | Allianz Milano               | 3:0 (25:20, 25:23, 25:16) raport               | Rana Werona                  | 2126   | Marco Vitelli                  |
| 21. KOLEJKA |       |                              |                                                |                              |        |                                |
| 24.02.2024  | 18:00 | Pallavolo Padwa              | 1:3 (20:25, 18:25, 25:23, 13:25) raport        | Mint Vero Volley Monza       | 3396   | Eric Loeppky                   |
| 25.02.2024  | 16:00 | Cucine Lube Civitanova       | 0:3 (21:25, 27:29, 22:25) raport               | Gas Sales Bluenergy Piacenza | 2731   | Leonardo Scanferla             |
| 25.02.2024  | 17:00 | Gioiella Prisma Taranto      | 1:3 (29:27, 22:25, 14:25, 21:25) raport        | Allianz Milano               | 1483   | Damiano Catania                |
| 25.02.2024  | 18:00 | Cisterna Volley              | 0:3 (22:25, 19:25, 26:28) raport               | Rana Werona                  | 1616   | Noumory Keita                  |
| 25.02.2024  | 18:00 | Valsa Group Modena           | 3:1 (20:25, 25:22, 25:15, 25:12) raport        | Farmitalia Catania           | 3566   | Tommaso Rinaldi                |
| 25.02.2024  | 18:00 | Sir Susa Vim Perugia         | 3:1 (27:25, 25:20, 22:25, 25:17) raport        | Itas Trentino                | 5168   | Wassim Ben Tara                |
| 22. KOLEJKA |       |                              |                                                |                              |        |                                |
| 03.03.2024  | 17:30 | Mint Vero Volley Monza       | 3:0 (25:22, 25:22, 25:18) raport               | Cisterna Volley              | 2788   | Stephen Maar                   |
| 03.03.2024  | 18:00 | Rana Werona                  | 0:3 (25:27, 19:25, 22:25) raport               | Cucine Lube Civitanova       | 5225   | Adis Lagumdzija                |
| 03.03.2024  | 18:00 | Itas Trentino                | 1:3 (23:25, 25:21, 19:25, 20:25) raport        | Pallavolo Padwa              | 3006   | Luca Porro                     |
| 03.03.2024  | 18:00 | Gas Sales Bluenergy Piacenza | 3:1 (25:23, 24:26, 25:17, 25:15) raport        | Valsa Group Modena           | 2827   | Yuri Romanò                    |
| 03.03.2024  | 18:00 | Farmitalia Catania           | 3:1 (25:18, 25:20, 24:26, 25:21) raport        | Gioiella Prisma Taranto      |        | Luka Basic                     |
| 03.03.2024  | 18:00 | Allianz Milano               | 3:2 (25:22, 25:27, 17:25, 25:23, 15:13) raport | Sir Susa Vim Perugia         | 5081   | Yūki Ishikawa                  |

### Tabela
| Lp. | Drużyna                      | Pkt | Mecze | Mecze | Mecze | Rodzaj wyniku | Rodzaj wyniku | Rodzaj wyniku | Rodzaj wyniku | Rodzaj wyniku | Rodzaj wyniku | Sety | Sety | Sety  | Małe punkty | Małe punkty | Małe punkty |
| Lp. | Drużyna                      | Pkt | M     | W     | P     | 3:0           | 3:1           | 3:2           | 2:3           | 1:3           | 0:3           | wyg. | prz. | stos. | zdob.       | str.        | stos.       |
| --- | ---------------------------- | --- | ----- | ----- | ----- | ------------- | ------------- | ------------- | ------------- | ------------- | ------------- | ---- | ---- | ----- | ----------- | ----------- | ----------- |
| 1   | Itas Trentino                | 55  | 22    | 19    | 3     | 10            | 7             | 2             | 0             | 3             | 0             | 60   | 20   | 3     | 1902        | 1653        | 1.15        |
| 2   | Sir Susa Vim Perugia         | 51  | 22    | 16    | 6     | 10            | 5             | 1             | 4             | 2             | 0             | 58   | 25   | 2.32  | 1946        | 1743        | 1.12        |
| 3   | Gas Sales Bluenergy Piacenza | 43  | 22    | 13    | 9     | 6             | 6             | 1             | 5             | 4             | 0             | 53   | 35   | 1.51  | 2020        | 1912        | 1.06        |
| 4   | Cucine Lube Civitanova       | 40  | 22    | 15    | 7     | 6             | 3             | 6             | 1             | 1             | 5             | 48   | 36   | 1.33  | 1908        | 1857        | 1.03        |
| 5   | Mint Vero Volley Monza       | 39  | 22    | 13    | 9     | 6             | 5             | 2             | 2             | 3             | 4             | 46   | 36   | 1.28  | 1859        | 1773        | 1.05        |
| 6   | Allianz Milano               | 38  | 22    | 12    | 10    | 7             | 2             | 3             | 5             | 2             | 3             | 48   | 38   | 1.26  | 1918        | 1841        | 1.04        |
| 7   | Rana Verona                  | 36  | 22    | 13    | 9     | 4             | 5             | 4             | 1             | 3             | 5             | 44   | 40   | 1.1   | 1882        | 1842        | 1.02        |
| 8   | Valsa Group Modena           | 27  | 22    | 11    | 11    | 1             | 4             | 6             | 0             | 3             | 8             | 36   | 49   | 0.73  | 1822        | 1873        | 0.97        |
| 9   | Cisterna Volley              | 23  | 22    | 7     | 15    | 1             | 5             | 1             | 3             | 6             | 6             | 33   | 52   | 0.63  | 1831        | 1938        | 0.94        |
| 10  | Pallavolo Padwa              | 21  | 22    | 8     | 14    | 0             | 4             | 4             | 1             | 4             | 9             | 30   | 54   | 0.56  | 1781        | 1961        | 0.91        |
| 11  | Gioiella Prisma Taranto      | 14  | 22    | 3     | 19    | 0             | 1             | 2             | 7             | 9             | 3             | 32   | 62   | 0.52  | 1954        | 2170        | 0.9         |
| 12  | Farmitalia Catania           | 9   | 22    | 2     | 20    | 0             | 2             | 0             | 3             | 9             | 8             | 21   | 62   | 0.34  | 1698        | 1958        | 0.87        |

Źródło: http://www.legavolley.it (wł.)
Punktacja: 3:0 i 3:1 – 3 pkt; 3:2 – 2 pkt; 2:3 – 1 pkt; 1:3 i 0:3 – 0 pkt
Zasady ustalania kolejności: 1. liczba punktów; 2. liczba zwycięstw; 3. stosunek setów; 4. stosunek małych punktów; 5. bilans w bezpośrednich meczach
     awans do ćwierfinału
     mecze o 5 miejsce
     spadek do Serie A2

## Faza play-off

### Drabinka
|  |              |                              |              |                        |              |              |              |   |                      |           |                      |           |           |           |                    |                    |                    |                    |                    |                    |                    |       |       |       |       |
|  | Ćwierćfinały | Ćwierćfinały                 | Ćwierćfinały | Ćwierćfinały           | Ćwierćfinały | Ćwierćfinały | Ćwierćfinały |   |                      | Półfinały | Półfinały            | Półfinały | Półfinały | Półfinały | Półfinały          | Półfinały          |                    |                    | Finał              | Finał              | Finał              | Finał | Finał | Finał | Finał |
|  | Ćwierćfinały | Ćwierćfinały                 | Ćwierćfinały | Ćwierćfinały           | Ćwierćfinały | Ćwierćfinały | Ćwierćfinały |   |                      | Półfinały | Półfinały            | Półfinały | Półfinały | Półfinały | Półfinały          | Półfinały          |                    |                    | Finał              | Finał              | Finał              | Finał | Finał | Finał | Finał |
|  |              |                              |              |                        |              |              |              |   |                      |           |                      |           |           |           |                    |                    |                    |                    |                    |                    |                    |       |       |       |       |
|  |              |                              |              |                        |              |              |              |   |                      |           |                      |           |           |           |                    |                    |                    |                    |                    |                    |                    |       |       |       |       |
|  | 1            | Itas Trentino                | 3            | 3                      | 3            |              |              |   |                      |           |                      |           |           |           |                    |                    |                    |                    |                    |                    |                    |       |       |       |       |
|  | 1            | Itas Trentino                | 3            | 3                      | 3            |              |              |   |                      |           |                      |           |           |           |                    |                    |                    |                    |                    |                    |                    |       |       |       |       |
|  | 8            | Valsa Group Modena           | 0            | 2                      | 0            |              |              |   |                      |           |                      |           |           |           |                    |                    |                    |                    |                    |                    |                    |       |       |       |       |
|  | 8            | Valsa Group Modena           | 0            | 2                      | 0            |              |              | 1 | Itas Trentino        | 3         | 3                    | 2         | 1         | 2         |                    |                    |                    |                    |                    |                    |                    |       |       |       |       |
|  |              |                              |              |                        |              |              |              | 1 | Itas Trentino        | 3         | 3                    | 2         | 1         | 2         |                    |                    |                    |                    |                    |                    |                    |       |       |       |       |
|  |              |                              | 5            | Mint Vero Volley Monza | 0            | 1            | 3            | 3 | 3                    |           |                      |           |           |           |                    |                    |                    |                    |                    |                    |                    |       |       |       |       |
|  | 4            | Cucine Lube Civitanova       | 5            | Mint Vero Volley Monza | 0            | 1            | 3            | 3 | 3                    | 1         | 1                    | 3         | 3         | 1         |                    |                    |                    |                    |                    |                    |                    |       |       |       |       |
|  | 4            | Cucine Lube Civitanova       |              |                        |              |              |              |   |                      |           |                      | 3         | 3         | 1         |                    |                    |                    |                    |                    |                    |                    |       |       |       |       |
|  | 5            | Mint Vero Volley Monza       | 3            | 3                      | 2            | 2            | 3            |   |                      |           |                      |           |           |           |                    |                    |                    |                    |                    |                    |                    |       |       |       |       |
|  | 5            | Mint Vero Volley Monza       | 3            | 3                      | 2            | 2            | 3            |   |                      | 2         | Sir Susa Vim Perugia | 3         | 2         | 3         | 3                  |                    |                    |                    |                    |                    |                    |       |       |       |       |
|  |              |                              |              |                        |              |              |              |   |                      |           |                      |           |           |           |                    |                    |                    |                    |                    |                    |                    |       |       |       |       |
|  |              |                              | 5            | Mint Vero Volley Monza | 1            | 3            | 1            | 1 |                      |           |                      |           |           |           |                    |                    |                    |                    |                    |                    |                    |       |       |       |       |
|  | 2            | Sir Susa Vim Perugia         | 5            | Mint Vero Volley Monza | 1            | 3            | 1            | 1 | 3                    | 3         | 3                    |           |           |           |                    |                    |                    |                    |                    |                    |                    |       |       |       |       |
|  | 2            | Sir Susa Vim Perugia         |              |                        |              |              |              |   |                      |           |                      |           |           |           |                    |                    |                    |                    |                    |                    |                    |       |       |       |       |
|  | 7            | Rana Werona                  | 1            | 1                      | 2            |              |              |   |                      |           |                      |           |           |           |                    |                    |                    |                    |                    |                    |                    |       |       |       |       |
|  | 7            | Rana Werona                  | 1            | 1                      | 2            |              |              | 2 | Sir Susa Vim Perugia | 3         | 2                    | 3         | 3         |           | Mecze o 3. miejsce | Mecze o 3. miejsce | Mecze o 3. miejsce | Mecze o 3. miejsce | Mecze o 3. miejsce | Mecze o 3. miejsce | Mecze o 3. miejsce |       |       |       |       |
|  |              |                              |              |                        |              |              |              | 2 | Sir Susa Vim Perugia | 3         | 2                    | 3         | 3         |           | Mecze o 3. miejsce | Mecze o 3. miejsce | Mecze o 3. miejsce | Mecze o 3. miejsce | Mecze o 3. miejsce | Mecze o 3. miejsce | Mecze o 3. miejsce |       |       |       |       |
|  |              |                              | 6            | Allianz Milano         | 1            | 3            | 1            | 1 |                      |           |                      |           |           |           |                    |                    |                    |                    |                    |                    |                    |       |       |       |       |
|  | 3            | Gas Sales Bluenergy Piacenza | 6            | Allianz Milano         | 1            | 3            | 1            | 1 | 2                    | 3         | 3                    | 2         | 0         |           |                    |                    |                    |                    |                    |                    |                    |       |       |       |       |
|  | 3            | Gas Sales Bluenergy Piacenza |              |                        |              |              |              |   |                      |           |                      | 2         | 0         | 1         | Itas Trentino      | 3                  | 2                  | 0                  | 1                  |                    |                    |       |       |       |       |
|  | 6            | Allianz Milano               | 3            | 1                      | 2            | 3            | 3            |   |                      |           |                      |           |           | 1         | Itas Trentino      | 3                  | 2                  | 0                  | 1                  |                    |                    |       |       |       |       |
|  | 6            | Allianz Milano               | 3            | 1                      | 2            | 3            | 3            |   |                      | 6         | Allianz Milano       | 2         | 3         | 3         | 3                  |                    |                    |                    |                    |                    |                    |       |       |       |       |
|  |              |                              |              |                        |              |              |              |   |                      | 6         | Allianz Milano       | 2         | 3         | 3         | 3                  |                    |                    |                    |                    |                    |                    |       |       |       |       |

### Ćwierćfinały
- przegrani meczów ćwierćfinałowych zagrają w meczach o 5 miejsce

(do 3 zwycięstw)
| Data                             | Godz.                            | Gospodarz                        | Rezultat                                       | Gość                         | Widzów                     | MVP                        |
| -------------------------------- | -------------------------------- | -------------------------------- | ---------------------------------------------- | ---------------------------- | -------------------------- | -------------------------- |
| Itas Trentino (1)                | Itas Trentino (1)                | Itas Trentino (1)                | 3 – 0                                          | (8) Valsa Group Modena       | (8) Valsa Group Modena     | (8) Valsa Group Modena     |
| 06.03.2024                       | 20:30                            | Itas Trentino                    | 3:0 (25:23, 25:18, 25:18) raport               | Valsa Group Modena           | 2131                       | Daniele Lavia              |
| 10.03.2024                       | 16:00                            | Valsa Group Modena               | 2:3 (22:25, 28:26, 25:15, 19:25, 13:15) raport | Itas Trentino                | 3794                       | Daniele Lavia              |
| 17.03.2024                       | 17:00                            | Itas Trentino                    | 3:0 (25:22, 25:19, 25:21) raport               | Valsa Group Modena           | 3068                       | Daniele Lavia              |
| Cucine Lube Civitanova (4)       | Cucine Lube Civitanova (4)       | Cucine Lube Civitanova (4)       | 2 – 3                                          | (5) Mint Vero Volley Monza   | (5) Mint Vero Volley Monza | (5) Mint Vero Volley Monza |
| 06.03.2024                       | 20:30                            | Cucine Lube Civitanova           | 1:3 (26:28, 25:20, 11:25, 20:25) raport        | Mint Vero Volley Monza       | 1872                       | Eric Loeppky               |
| 10.03.2024                       | 18:00                            | Mint Vero Volley Monza           | 3:1 (24:26, 25:18, 25:21, 25:20) raport        | Cucine Lube Civitanova       | 3099                       | Ran Takahashi              |
| 17.03.2024                       | 18:00                            | Cucine Lube Civitanova           | 3:2 (21:25, 30:28, 21:25, 25:22, 15:11) raport | Mint Vero Volley Monza       | 2834                       | Marlon Yant Herrera        |
| 24.03.2024                       | 18:00                            | Mint Vero Volley Monza           | 2:3 (18:25, 25:23, 22:25, 25:18, 13:15) raport | Cucine Lube Civitanova       | 4131                       | Aleksandyr Nikołow         |
| 27.03.2024                       | 20:30                            | Cucine Lube Civitanova           | 1:3 (23:25, 23:25, 25:20, 22:25) raport        | Mint Vero Volley Monza       | 3727                       | Stephen Maar               |
| Sir Susa Vim Perugia (2)         | Sir Susa Vim Perugia (2)         | Sir Susa Vim Perugia (2)         | 3 – 0                                          | (7) Rana Werona              | (7) Rana Werona            | (7) Rana Werona            |
| 06.03.2024                       | 20:30                            | Sir Susa Vim Perugia             | 3:1 (23:25, 25:16, 25:21, 25:19) raport        | Rana Werona                  | 3127                       | Wassim Ben Tara            |
| 10.03.2024                       | 20:30                            | Rana Werona                      | 1:3 (25:21, 21:25, 16:25, 15:25) raport        | Sir Susa Vim Perugia         | 3518                       | Kamil Semeniuk             |
| 17.03.2024                       | 18:00                            | Sir Susa Vim Perugia             | 3:2 (25:22, 25:20, 22:25, 15:25, 17:15) raport | Rana Werona                  | 4042                       | Simone Giannelli           |
| Gas Sales Bluenergy Piacenza (3) | Gas Sales Bluenergy Piacenza (3) | Gas Sales Bluenergy Piacenza (3) | 2 – 3                                          | (6) Allianz Milano           | (6) Allianz Milano         | (6) Allianz Milano         |
| 06.03.2024                       | 20:30                            | Gas Sales Bluenergy Piacenza     | 2:3 (25:20, 21:25, 25:19, 22:25, 10:15) raport | Allianz Milano               | 1889                       | Marco Vitelli              |
| 10.03.2024                       | 19:00                            | Allianz Milano                   | 1:3 (25:22, 20:25, 21:25, 14:25) raport        | Gas Sales Bluenergy Piacenza | 2643                       | Ricardo Lucarelli          |
| 16.03.2024                       | 18:00                            | Gas Sales Bluenergy Piacenza     | 3:2 (25:22, 23:25, 17:25, 31:29, 15:12) raport | Allianz Milano               | 2671                       | Yuri Romanò                |
| 24.03.2024                       | 20:30                            | Allianz Milano                   | 3:2 (28:30, 25:27, 25:23, 27:25, 15:6) raport  | Gas Sales Bluenergy Piacenza | 4031                       | Osniel Melgarejo           |
| 27.03.2024                       | 20:30                            | Gas Sales Bluenergy Piacenza     | 0:3 (21:25, 21:25, 22:25) raport               | Allianz Milano               | 3194                       | Ferre Reggers              |

### Półfinały
(do 3 zwycięstw)
| Data                     | Godz.                    | Gospodarz                | Rezultat                                       | Gość                       | Widzów                     | MVP                        |
| ------------------------ | ------------------------ | ------------------------ | ---------------------------------------------- | -------------------------- | -------------------------- | -------------------------- |
| Itas Trentino (1)        | Itas Trentino (1)        | Itas Trentino (1)        | 2 – 3                                          | (5) Mint Vero Volley Monza | (5) Mint Vero Volley Monza | (5) Mint Vero Volley Monza |
| 31.03.2024               | 18:00                    | Itas Trentino            | 3:0 (27:25, 25:20, 25:22) raport               | Mint Vero Volley Monza     | 3213                       | Alessandro Michieletto     |
| 03.04.2024               | 20:30                    | Mint Vero Volley Monza   | 1:3 (15:25, 25:21, 18:25, 18:25) raport        | Itas Trentino              | 3667                       | Alessandro Michieletto     |
| 07.04.2024               | 17:00                    | Itas Trentino            | 2:3 (26:24, 22:25, 25:27, 27:25, 13:15) raport | Mint Vero Volley Monza     | 4063                       | Ran Takahashi              |
| 11.04.2024               | 20:30                    | Mint Vero Volley Monza   | 3:1 (22:25, 25:23, 25:23, 25:11) raport        | Itas Trentino              | 3236                       | Fernando Kreling           |
| 14.04.2024               | 18:00                    | Itas Trentino            | 2:3 (18:25, 22:25, 25:23, 26:24, 15:17) raport | Mint Vero Volley Monza     | 3290                       | Ran Takahashi              |
| Sir Susa Vim Perugia (2) | Sir Susa Vim Perugia (2) | Sir Susa Vim Perugia (2) | 3 – 1                                          | (6) Allianz Milano         | (6) Allianz Milano         | (6) Allianz Milano         |
| 31.03.2024               | 19:00                    | Sir Susa Vim Perugia     | 3:1 (25:17, 25:23, 23:25, 25:22) raport        | Allianz Milano             | 4826                       | Wassim Ben Tara            |
| 03.04.2024               | 20:30                    | Allianz Milano           | 3:2 (25:27, 25:21, 21:25, 27:25, 20:18) raport | Sir Susa Vim Perugia       | 3710                       | Ferre Reggers              |
| 07.04.2024               | 18:00                    | Sir Susa Vim Perugia     | 3:1 (20:25, 25:18, 25:13, 25:21) raport        | Allianz Milano             | 5071                       | Wassim Ben Tara            |
| 11.04.2024               | 20:30                    | Allianz Milano           | 1:3 (25:18, 24:26, 20:25, 18:25) raport        | Sir Susa Vim Perugia       | 5168                       | Massimo Colaci             |

### Mecze o 3. miejsce
(do 3 zwycięstw)
| Data              | Godz.             | Gospodarz         | Rezultat                                       | Gość               | Widzów             | MVP                |
| ----------------- | ----------------- | ----------------- | ---------------------------------------------- | ------------------ | ------------------ | ------------------ |
| Itas Trentino (1) | Itas Trentino (1) | Itas Trentino (1) | 1 – 3                                          | (6) Allianz Milano | (6) Allianz Milano | (6) Allianz Milano |
| 17.04.2024        | 20:30             | Itas Trentino     | 3:2 (23:25, 25:18, 23:25, 25:19, 15:11) raport | Allianz Milano     | 1828               | Kamil Rychlicki    |
| 20.04.2024        | 20:30             | Allianz Milano    | 3:2 (26:24, 17:25, 25:16, 25:27, 22:20) raport | Itas Trentino      | 2272               | Damiano Catania    |
| 24.04.2024        | 20:30             | Itas Trentino     | 0:3 (22:25, 23:25, 14:25) raport               | Allianz Milano     | 2621               | Yūki Ishikawa      |
| 27.04.2024        | 20:30             | Allianz Milano    | 3:1 (25:21, 18:25, 25:20, 25:21) raport        | Itas Trentino      | 3504               | Yūki Ishikawa      |

### Finał
(do 3 zwycięstw)
| Data                     | Godz.                    | Gospodarz                | Rezultat                                       | Gość                       | Widzów                     | MVP                        |
| ------------------------ | ------------------------ | ------------------------ | ---------------------------------------------- | -------------------------- | -------------------------- | -------------------------- |
| Sir Susa Vim Perugia (2) | Sir Susa Vim Perugia (2) | Sir Susa Vim Perugia (2) | 3 – 1                                          | (5) Mint Vero Volley Monza | (5) Mint Vero Volley Monza | (5) Mint Vero Volley Monza |
| 18.04.2024               | 20:30                    | Sir Susa Vim Perugia     | 3:1 (27:25, 25:18, 23:25, 25:23) raport        | Mint Vero Volley Monza     | 4761                       | Simone Giannelli           |
| 21.04.2024               | 15:15                    | Mint Vero Volley Monza   | 3:2 (25:20, 23:25, 21:25, 25:19, 15:11) raport | Sir Susa Vim Perugia       | 4255                       | Stephen Maar               |
| 25.04.2024               | 18:00                    | Sir Susa Vim Perugia     | 3:1 (25:15, 25:18, 24:26, 25:19) raport        | Mint Vero Volley Monza     | 5236                       | Wassim Ben Tara            |
| 28.04.2024               | 18:00                    | Mint Vero Volley Monza   | 1:3 (25:19, 23:25, 25:27, 20:25) raport        | Sir Susa Vim Perugia       | 4279                       | Simone Giannelli           |

## Mecze o 5. miejsce

### Faza grupowa
| Lp. | Drużyna                      | Pkt | Mecze | Mecze | Mecze | Rodzaj wyniku | Rodzaj wyniku | Rodzaj wyniku | Rodzaj wyniku | Rodzaj wyniku | Rodzaj wyniku | Sety | Sety | Sety  | Małe punkty | Małe punkty | Małe punkty |
| Lp. | Drużyna                      | Pkt | M     | W     | P     | 3:0           | 3:1           | 3:2           | 2:3           | 1:3           | 0:3           | wyg. | prz. | stos. | zdob.       | str.        | stos.       |
| --- | ---------------------------- | --- | ----- | ----- | ----- | ------------- | ------------- | ------------- | ------------- | ------------- | ------------- | ---- | ---- | ----- | ----------- | ----------- | ----------- |
| 1   | Rana Verona                  | 13  | 5     | 4     | 1     | 3             | 1             | 0             | 1             | 0             | 0             | 14   | 4    | 3.5   | 420         | 375         | 1.12        |
| 2   | Gas Sales Bluenergy Piacenza | 11  | 5     | 4     | 1     | 1             | 2             | 1             | 0             | 1             | 0             | 13   | 7    | 1.86  | 458         | 411         | 1.11        |
| 3   | Cucine Lube Civitanova       | 9   | 5     | 3     | 2     | 1             | 2             | 0             | 0             | 0             | 2             | 9    | 8    | 1.13  | 379         | 366         | 1.04        |
| 4   | Valsa Group Modena           | 5   | 5     | 2     | 3     | 0             | 1             | 1             | 0             | 2             | 1             | 8    | 12   | 0.67  | 430         | 438         | 0.98        |
| 5   | Cisterna Volley              | 4   | 5     | 1     | 4     | 0             | 1             | 0             | 1             | 1             | 2             | 6    | 13   | 0.46  | 393         | 436         | 0.9         |
| 6   | Pallavolo Padwa              | 3   | 5     | 1     | 4     | 1             | 0             | 0             | 0             | 3             | 1             | 6    | 12   | 0.5   | 372         | 426         | 0.87        |

Źródło: 
Punktacja: 3:0 i 3:1 – 3 pkt; 3:2 – 2 pkt; 2:3 – 1 pkt; 1:3 i 0:3 – 0 pkt
Zasady ustalania kolejności: 1. liczba punktów; 2. liczba zwycięstw; 3. stosunek setów; 4. stosunek małych punktów; 5. bilans w bezpośrednich meczach
     faza finałowa
| Data       | Godz. | Gospodarz                    | Rezultat                                | Gość                         | Widzów | MVP                    |
| ---------- | ----- | ---------------------------- | --------------------------------------- | ---------------------------- | ------ | ---------------------- |
| 1. KOLEJKA |       |                              |                                         |                              |        |                        |
| 03.04.2024 | 19:00 | Rana Werona                  | 3:1 (25:18, 25:18, 22:25, 25:21)        | Pallavolo Padwa              | 1637   | Noumory Keita          |
| 03.04.2024 | 20:30 | Cisterna Volley              | 1:3 (21:25, 25:18, 15:25, 20:25)        | Gas Sales Bluenergy Piacenza | 778    | Francesco Recine       |
| 04.04.2024 | 20:30 | Cucine Lube Civitanova       | 3:1 (25:20, 25:19, 10:25, 25:22)        | Valsa Group Modena           | 1651   | Adis Lagumdzija        |
| 2. KOLEJKA |       |                              |                                         |                              |        |                        |
| 07.04.2024 | 16:00 | Gas Sales Bluenergy Piacenza | 3:2 (25:20, 23:25, 25:27, 25:16, 15:8)  | Rana Werona                  | 1774   | Roberlandy Simón Aties |
| 07.04.2024 | 17:00 | Pallavolo Padwa              | 3:0 (25:18, 25:21, 25:23)               | Cucine Lube Civitanova       | 1571   | Andrea Truocchio       |
| 07.04.2024 | 18:00 | Valsa Group Modena           | 3:2 (23:25, 25:23, 26:24, 23:25, 15:10) | Cisterna Volley              | 3061   | Uładzisłau Dawyskiba   |
| 3. KOLEJKA |       |                              |                                         |                              |        |                        |
| 10.04.2024 | 20:30 | Cucine Lube Civitanova       | 0:3 (22:25, 23:25, 17:25)               | Rana Werona                  | 1717   | Amin Esma’ilneżad      |
| 10.04.2024 | 20:30 | Cisterna Volley              | 3:1 (19:25, 25:14, 25:21, 25:19)        | Pallavolo Padwa              | 725    | Alessandro Finauri     |
| 10.04.2024 | 20:00 | Gas Sales Bluenergy Piacenza | 3:1 (25:15, 20:25, 25:16, 25:23)        | Valsa Group Modena           | 1758   | Yuri Romanò            |
| 4. KOLEJKA |       |                              |                                         |                              |        |                        |
| 13.04.2024 | 20:30 | Rana Werona                  | 3:0 (25:15, 25:18, 25:22)               | Valsa Group Modena           | 2681   | Noumory Keita          |
| 14.04.2024 | 17:00 | Pallavolo Padwa              | 0:3 (20:25, 21:25, 19:25)               | Gas Sales Bluenergy Piacenza | 1449   | Francesco Recine       |
| 14.04.2024 | 18:00 | Cucine Lube Civitanova       | 3:0 (25:18, 25:19, 25:11)               | Cisterna Volley              | 1840   | Marlon Yant Herrera    |
| 5. KOLEJKA |       |                              |                                         |                              |        |                        |
| 17.04.2024 | 20:30 | Rana Werona                  | 3:0 (25:23, 25:15, 27:25)               | Cisterna Volley              | 1709   | Amin Esma’ilneżad      |
| 17.04.2024 | 20:30 | Valsa Group Modena           | 3:1 (25:18, 25:16, 23:25, 25:17)        | Pallavolo Padwa              | 3184   | Bruno Rezende          |
| 17.04.2024 | 20:30 | Gas Sales Bluenergy Piacenza | 1:3 (14:25, 22:25, 25:20, 21:25)        | Cucine Lube Civitanova       | 1847   | Luciano De Cecco       |

### Faza finałowa
Drabinka
|  |           |                              |           |                        |   |       |             |       |
|  | Półfinały | Półfinały                    | Półfinały |                        |   | Finał | Finał       | Finał |
|  | Półfinały | Półfinały                    | Półfinały |                        |   | Finał | Finał       | Finał |
|  |           |                              |           |                        |   |       |             |       |
|  |           |                              |           |                        |   |       |             |       |
|  | 1         | Rana Werona                  | 3         |                        |   |       |             |       |
|  | 1         | Rana Werona                  | 3         |                        |   |       |             |       |
|  | 4         | Valsa Group Modena           | 1         |                        |   |       |             |       |
|  | 4         | Valsa Group Modena           | 1         |                        |   | 1     | Rana Werona | 1     |
|  |           |                              |           |                        |   | 1     | Rana Werona | 1     |
|  |           |                              | 3         | Cucine Lube Civitanova | 3 |       |             |       |
|  | 2         | Gas Sales Bluenergy Piacenza | 3         | Cucine Lube Civitanova | 3 | 2     |             |       |
|  | 2         | Gas Sales Bluenergy Piacenza |           |                        |   |       |             |       |
|  | 3         | Cucine Lube Civitanova       | 3         |                        |   |       |             |       |
|  | 3         | Cucine Lube Civitanova       | 3         |                        |   |       |             |       |
|  |           |                              |           |                        |   |       |             |       |

| Data       | Godz. | Gospodarz                    | Rezultat                                | Gość                   | Widzów | MVP                 |
| ---------- | ----- | ---------------------------- | --------------------------------------- | ---------------------- | ------ | ------------------- |
| Półfinały  |       |                              |                                         |                        |        |                     |
| 22.04.2024 | 20:30 | Rana Werona                  | 3:1 (25:22, 25:22, 23:25, 25:19)        | Valsa Group Modena     | 2155   | Noumory Keita       |
| 22.04.2024 | 20:30 | Gas Sales Bluenergy Piacenza | 2:3 (18:25, 24:26, 25:21, 27:25, 12:15) | Cucine Lube Civitanova | 1710   | Mattia Bottolo      |
| Finał      |       |                              |                                         |                        |        |                     |
| 27.04.2024 | 18:00 | Rana Werona                  | 1:3 (25:23, 18:25, 24:26, 22:25)        | Cucine Lube Civitanova | 3594   | Marlon Yant Herrera |

## Transfery[12]
| Itas Trentino | Itas Trentino |
| Przychodzą | Odchodzą |
| --- | --- |
| - Jan Kozamernik (Asseco Resovia Rzeszów) - Kamil Rychlicki (Sir Susa Vim Perugia) - Giulio Magalini (Rana Werona) - Alessandro Acquarone (HRK Motta di Livenza) | - Matej Kazijski (Allianz Milano) - Srećko Lisinac (Projekt Warszawa) - Donovan Džavoronok (Rana Werona) - Niccolò Depalma (Gabbiano Mantova) |
| w trakcie sezonu | |
| - Matthieu Garcia (od 04.03.2024) (Arago de Sète) | |

| Cucine Lube Civitanova | Cucine Lube Civitanova |
| Przychodzą | Odchodzą |
| --- | --- |
| - Adis Lagumdzija (Valsa Group Modena) - Jakob Thelle (University of Hawai’i) - Jacopo Larizza (Gioiella Prisma Taranto) - Matheus Motzo (Kemas Lamipel Santa Croce) - Francesco Bisotto (Puliservice Acqua San Bernardo Cuneo) | - Gabriel Garcia Fernández (Pallavolo Padwa) - Daniele Sottile (Puliservice Acqua San Bernardo Cuneo) - Mattia Gottardo (Puliservice Acqua San Bernardo Cuneo) - Francesco D’Amico (Rana Werona) |

| Gas Sales Bluenergy Piacenza                                                                                | Gas Sales Bluenergy Piacenza                                                                                      |
| Przychodzą                                                                                                  | Odchodzą |
| --- | --- |
| - Robbert Andringa (Indykpol AZS Olsztyn) - Bruno Dias (Esmoriz GC) - Fabio Ricci (Emma Villas Aubay Siena) | - Luka Basic (Farmitalia Catania) - Freek de Weijer (Draisma Dynamo Apeldoorn) - Enrico Cester (Allianz Galatone) |

| Allianz Milano | Allianz Milano |
| Przychodzą | Odchodzą |
| --- | --- |
| - Matej Kazijski (Itas Trentino) - Ferre Reggers (Greenyard Maaseik) - Petar Đirlić (Cisterna Volley) - Damiano Catania (Cisterna Volley) - Nicola Zonta (Smartsystem Fano) | - Jean Patry (Jastrzębski Węgiel) - Milad Ebadipur (Ural Ufa) - Klistan Lawrence (Kemas Lamipel Santa Croce) - Nicola Pesaresi (szuka klubu) - Francesco Fusaro (Pallavolo Padwa) - Federico Bonacchi (Gioiella Prisma Taranto) |

| Mint Vero Volley Monza | Mint Vero Volley Monza |
| Przychodzą | Odchodzą |
| --- | --- |
| - Ibrahim Lawani (Gioiella Prisma Taranto) - Ran Takahashi (Pallavolo Padwa) - Eric Loeppky (Gioiella Prisma Taranto) - Marco Gaggini (Rana Werona) - Francesco Comparoni (Consar Rawenna) - Flavio Morazzini (Kemas Lamipel Santa Croce) | - Luka Marttila (Montpellier UC) - Georg Grozer (Arkas Spor Izmir) - Jan Zimmermann (Galatasaray HDI Sigorta Stambuł) - Uładzisłau Dawyskiba (Valsa Group Modena) - Yosvany Hernandez Cardonell (Daejeon Samsung Bluefangs) - Filippo Federici (Valsa Group Modena) - Lorenzo Magliano (Pool Libertas Cantù) - Matteo Pirazzoli (Just British Bari) |
| w trakcie sezonu | |
| - Nik Mujanović (od 03.12.2023) (Calcit Kamnik) | - Ibrahim Lawani (do 11.11.2023) (szuka klubu) |

| Sir Susa Vim Perugia | Sir Susa Vim Perugia |
| Przychodzą | Odchodzą |
| --- | --- |
| - Wassim Ben Tara (PSG Stal Nysa) - Davide Candellaro (Tonno Callipo Calabria Vibo Valentia) - Tim Held (Agnelli Tipiesse Bergamo) - Alessandro Toscani (Agnelli Tipiesse Bergamo) | - Julio César Cardenas (Pallavolo Padwa) - Kamil Rychlicki (Itas Trentino) - Alessandro Piccinelli (Cisterna Volley) - Stefano Mengozzi (Consar Rawenna) |

| Valsa Group Modena | Valsa Group Modena |
| Przychodzą | Odchodzą |
| --- | --- |
| - Maksim Sapożkow (Rana Werona) - Anton Brehme (Berlin Recycling Volleys) - Uładzisłau Dawyskiba (Mint Vero Volley Monza) - Osmany Juantorena (Ziraat Bankası Ankara) - Giulio Pinali (Emma Villas Siena) - Nicholas Sighinolfi (Puliservice Acqua San Bernardo Cuneo) - Filippo Federici (Mint Vero Volley Monza) - Roberto Pinali (Consar Rawenna) - Mattia Boninfante (Tinet Prata di Pordenone) | - Adis Lagumdzija (Cucine Lube Civitanova) - Earvin N’Gapeth (Halkbank Ankara) - Nicolas Maréchal (Rapid Bukareszt) - Tobias Krick (Berlin Recycling Volleys) - Tomas Rousseaux (PAOK Saloniki) - Lorenzo Pope (szuka klubu) - Salvatore Rossini (Cisterna Volley) - Lorenzo Sala (Gioiella Prisma Taranto) - Elia Bossi (Farmitalia Catania) - Nicola Salsi (Hypo Tirol Innsbruck) |

| Rana Werona | Rana Werona |
| Przychodzą | Odchodzą |
| --- | --- |
| - Amin Esma’ilneżad (Pas Gorgan) - Donovan Džavoronok (Itas Trentino) - Nikola Jovović (Dinamo-LO) - Aidan Zingel (Cisterna Volley) - Axel Truhtchev (Neftochimik Burgas) - Francesco Sani (University of California, Irvine) - Francesco D’Amico (Cucine Lube Civitanova) | - Maksim Sapożkow (Valsa Group Modena) - Raphael Vieira de Oliveira (zakończenie kariery) - John Perrin (Halkbank Ankara) - Mads Kyed Jensen (Puliservice Acqua San Bernardo Cuneo) - Gustavo Cavalcanti (Moyashi Garlasco) - Giulio Magalini (Itas Trentino) - Marco Gaggini (Mint Vero Volley Monza) |
| w trakcie sezonu | |
| | - Axel Truhtchev (do 24.11.2023) (PAOK Saloniki) |

| Cisterna Volley | Cisterna Volley |
| Przychodzą | Odchodzą |
| --- | --- |
| - Théo Faure (Montpellier UC) - Pavle Perić (Fenerbahçe Stambuł) - Aleksandar Nedeljković (VfB Friedrichshafen) - Jordi Ramón Ferragut (Narbonne Volley) - Michael Czerwinski (VCA Amstetten Niederösterreich) - Alessandro Piccinelli (Sir Susa Vim Perugia) - Daniele Mazzone (Emma Villas Aubay Siena) - Davide Saitta (Pallavolo Padwa) - Lorenzo Giani (Consoli McDonald's Brescia) - Saverio De Santis (BCC Tecbus Castellana Grotte) - Alessandro Finauri (Marino Pallavolo) | - Marko Sedlaček (Jastrzębski Węgiel) - Petar Đirlić (Allianz Milano) - Denis Kaliberda (szuka klubu) - Aidan Zingel (Rana Werona) - José Miguel Gutiérrez (Gioiella Prisma Taranto) - Michele Baranowicz (Chebyr Pazardżik) - Damiano Catania (Allianz Milano) - Andrea Mattei (Yuasa Battery Grottazzolina) - Matteo Staforini (Puliservice Acqua San Bernardo Cuneo) - Michael Zanni (EnergyTime Spike Campobasso) - Javier Martinez (Moyashi Garlasco) |
| w trakcie sezonu | |
| - Michele Baranowicz (od 20.11.2023) (Chebyr Pazardżik) | - Davide Saitta (do 21.11.2023) (GKS Katowice) |

| Pallavolo Padwa | Pallavolo Padwa |
| Przychodzą | Odchodzą |
| --- | --- |
| - Fabian Plak (Chaumont VB 52 Haute-Marne) - Gabriel Garcia Fernández (Cucine Lube Civitanova) - Julio César Cardenas (Sir Susa Vim Perugia) - Wataru Taniguchi (Tokyo Great Bears) - Marco Falaschi (Gioiella Prisma Taranto) - Francesco Fusaro (Allianz Milano) - Luca Porro (Tinet Prata di Pordenone) - Andrea Truocchio (Kemas Lamipel Santa Croce) | - Ran Takahashi (Mint Vero Volley Monza) - Dušan Petković (Kuzbass Kemerowo) - Asparuch Asparuchow (Kuzbass Kemerowo) - Davide Saitta (Cisterna Volley) - Marco Volpato (Puliservice Acqua San Bernardo Cuneo) - Andrea Canella (Yuasa Battery Grottazzolina) - Matteo Lelli (Monselice Volley) |
| w trakcie sezonu | |
| - Tommaso Stefani (od 03.01.2024) | - Julio César Cardenas (do 02.02.2024) (Rams Global Cizre Belediyespor) - Davide Russo (do 07.11.2023) |

| Gioiella Prisma Taranto | Gioiella Prisma Taranto |
| Przychodzą | Odchodzą |
| --- | --- |
| - Jeffrey Jendryk (Bogdanka LUK Lublin) - Kyle Russell (Arago de Sète) - Ángel Trinidad de Haro (Berlin Recycling Volleys) - José Miguel Gutiérrez (Cisterna Volley) - Tomáš Badáň (MITA VolleyTeam Prievidza) - Lorenzo Sala (Valsa Group Modena) - Filippo Lanza (PGE Skra Bełchatów) - Giacomo Raffaelli (Emma Villas Siena) - Federico Bonacchi (Allianz Milano) - Davide Luzzi (Volley Club Grottaglie) - Luca Paglialunga (NVG Joy Volley) | - Ibrahim Lawani (Mint Vero Volley Monza) - Eric Loeppky (Mint Vero Volley Monza) - Charalambos Andreopulos (Puliservice Acqua San Bernardo Cuneo) - Marco Falaschi (Pallavolo Padwa) - Oleg Antonow (NOWA Nowokujbyszewsk) - Tommaso Stefani (szuka klubu) - Francesco Cottarelli (OmiFer Palmi) - Francesco Pierri (Farmitalia Catania) |

| Farmitalia Catania | Farmitalia Catania |
| Przychodzą | Odchodzą |
| --- | --- |
| - Mohammad Dżawad Manawineżad (Jakarta Bhayangkara Presisi) - Luka Basic (Gas Sales Bluenergy Piacenza) - Nemanja Mašulović (ACH Volley Lublana) - Paul Buchegger (Tonno Callipo Calabria Vibo Valentia) - Santiago Orduna (Tonno Callipo Calabria Vibo Valentia) - Alessandro Tondo (Tonno Callipo Calabria Vibo Valentia) - Domenico Cavaccini (Tonno Callipo Calabria Vibo Valentia) - Luigi Randazzo (Al-Ahly) - Elia Bossi (Valsa Group Modena) - Francesco Pierri (Gioiella Prisma Taranto) - Andrea Baldi (Agnelli Tipiesse Bergamo) - Filippo Santambrogio (Conad Reggio Emilia) | - Rok Jerončič (Abba Pineto) - Nicolò Casaro (Banca Macerata) - Piervito Disabato (Shedirpharma Sorrento) - Alberto Nicotra (Rinascita Volley Lagonegro) - Marco Fabroni (CUS Cagliari) - Giuseppe Zito (szuka klubu) |